# Brabantse Pijl 2011
Deze 52e editie van de Brabantse Pijl werd verreden op 13 april 2011, met start in Leuven en aankomst in Overijse, over een afstand van 200,4 kilometer. Het parcours liep over één grote ronde van 137,6 km en vijf lokale ronden van 12,7 km. Er waren 30 hellingen te beklimmen. Deze editie maakte deel uit van de UCI Europe Tour 2011. In totaal wisten 68 renners de eindstreep te bereiken.

## Deelnemende ploegen
Er namen 25 ploegen deel van elk 8 renners, wat het aantal deelnemers brengt op 200.
| ProTeam                                                                             | ProTeam                                             | Professioneel continentaal | Professioneel continentaal | Continentaal       |
| BMC Racing Team Garmin-Cervélo Team HTC-High Road Team Katjoesja Omega Pharma-Lotto | Quick Step Rabobank Team RadioShack Vacansoleil-DCM | Andalucía-Caja Granada Acqua & Sapone Cofidis Colnago-CSF Inox De Rosa-Ceramica Flaminia Team Europcar Farnese Vini-Neri Sottoli Française des Jeux | Landbouwkrediet Team NetApp Skil-Shimano Team Spidertech Topsport Vlaanderen-Mercator Unitedhealthcare Pro Verandas Willems-Accent | An Post-Sean Kelly |

## Wedstrijdverloop
Philippe Gilbert en Björn Leukemans waren de twee beste renners in koers en reden weg. Leukemans was niet tegen Gilbert opgewassen in de sprint.

## Uitslag
| Brabantse Pijl 2011 |                   |                       |            |
| Plaats              | Naam              | Ploeg                 | Tijd       |
| Winnaar             | Philippe Gilbert  | Omega Pharma-Lotto    | 4u 40' 39" |
| 2                   | Björn Leukemans   | Vacansoleil-DCM       | z.t.       |
| 3                   | Anthony Geslin    | La Française des Jeux | + 01' 03"  |
| 4                   | Johnny Hoogerland | Vacansoleil-DCM       | z.t.       |
| 5                   | Bram Tankink      | Rabobank              | + 01' 04"  |
| 6                   | Dries Devenyns    | Quick Step            | + 01' 18"  |
| 7                   | Romain Zingle     | Cofidis               | + 01' 23"  |
| 8                   | Gianni Meersman   | La Française des Jeux | + 01' 39"  |
| 9                   | Jérôme Pineau     | Quick Step            | + 01' 41"  |
| 10                  | Simon Geschke     | Skil-Shimano          | + 02' 19"  |

1961 · 1962 · 1963 · 1964 · 1965 · 1966 · 1967 · 1968 · 1969 · 1970 · 1971 · 1972 · 1973 · 1974 · 1975 · 1976 · 1977 · 1978 · 1979 · 1980 · 1981 · 1982 · 1983 · 1984 · 1985 · 1986 · 1987 · 1988 · 1989 · 1990 · 1991 · 1992 · 1993 · 1994 · 1995 · 1996 · 1997 · 1998 · 1999 · 2000 · 2001 · 2002 · 2003 · 2004 · 2005 · 2006 · 2007 · 2008 · 2009 · 2010 · 2011 · 2012 · 2013 · 2014 · 2015 · 2016 · 2017 · 2018 · 2019 · 2020 · 2021 · 2022 · 2023 · 2024